# 이지현 (방송인)
이지현(1968년 ~ )은 대한민국의 방송인 출신 정치인이다.

## 개요
1968년생으로 태어나 대한민국의 민영방송국인 SBS 소속의 기자이자 전 앵커이다.
이헌재 전 경제부총리의 외동딸로, 정규교육을 모두 미국에서 받았으며, 4개국어에 능통했다.
SBS 1기 기자로 1991년 입사하였으며, 1995년 함께 뉴스를 진행하던 김형민 앵커가 평일 8시 뉴스로 이동하면서 1년 동안 SBS 최초로 주말에 한하여 메인뉴스인 SBS 뉴스2000을 단독 진행했다. 이후 1996년 10월부터 1997년 6월까지는 PD출신인 신완수 앵커와 함께 뉴스Q를 진행한 후 앵커직에서 물러났고 이후 기자로 활동하다 2003년 2월 참여정부 청와대 홍보수석실 대변인으로 발탁되면서 SBS를 퇴사했다. 발탁 당시 노무현 대통령과의 연은 전혀 없었다고 한다.
이후 청와대 외신담당 대변인을 지냈으며 청와대를 떠난 후 아리랑TV에서 <Korea Now>를 진행했다.